# 维什努·萨拉瓦南
维什努·萨拉瓦南（Vishnu Saravanan，1999年2月24日—），印度男子帆船运动员，主攻激光级，2019年世界21岁以下锦标赛男子激光级铜牌得主、2022年亚洲运动会男子爱尔卡7级铜牌得主。